# 대신로 (청주시)
대신로(Daesin-ro)는 충청북도 청주시 흥덕구 복대동 죽천교교차로에서 청주시 흥덕구 봉명2송정동을 연결하는 도로이다.

## 주요 경유지
충청북도
- 청주시 흥덕구 (가경동 . 복대동 . 봉명2.송정동 . 강서동)

## 노선
| 이름               | 접속 노선                   | 소재지        | 소재지        | 비고          |
| 가경로와 직결      | 가경로와 직결               | 가경로와 직결 | 가경로와 직결 | 가경로와 직결 |
| ------------------ | --------------------------- | ------------- | ------------- | ------------- |
| 죽천교 교차로      | 가로수로                    | 흥덕구        | 가경동        |               |
| (이름없음)         | 증안로                      | 흥덕구        | 복대동        |               |
| 복대교             |                             | 흥덕구        | 복대동        |               |
| 서청주우체국사거리 | 죽천로                      | 흥덕구        | 복대동        |               |
| (이름없음)         | 대신로73번길 대신로74번길   | 흥덕구        | 복대동        |               |
| 송정사거리         | 대농로                      | 흥덕구        | 복대동        |               |
| 솔밭공원사거리     | 직지대로                    | 흥덕구        | 봉명2송정동   |               |
| (청주공단)         | 2순환로971번길 대신로64번길 | 흥덕구        | 봉명2송정동   |               |
| (이름없음)         | 백봉로                      | 흥덕구        | 강서동        |               |
| (이름없음)         | 2순환로                     | 흥덕구        | 강서동        |               |
| 엘지로와 직결      |                             |               |               |               |

## 주요 시설및 건물
- 새마을금고 서청주새마을금고 본점 (대신로 70/복대동 3330)
- GS25 청주제1캠퍼스점 (대신로 215/향정동1)
- 새마을금고 SK하이닉스 새마을금고 청주지점 (대신로  215/향정동1)